# 二十一种人
二十一种人，是中华人民共和国政府划为管制镇压对象的二十一类人。
1967年，《公安六条》提出的“二十一种人”，是「地、富、反、坏、右分子，劳动教养人员和刑满留场（厂）就业人员，反动党团骨干分子，反动道会门的中小道首和职业办道人员，敌伪的军（连长以上）、政（保长以上）、警（警长以上）、宪（宪兵）、特（特务）分子，刑满释放、解除劳动教养但改造得不好的分子，投机倒把分子，和被杀、被关、被管制、外逃的反革命分子的坚持反动立场的家属。」
《廣西文革大事記——1968年》一書第23頁提到，中國共產黨劃為管制鎮壓的對象的二十一類人：地、富、反、壞、右、資（本家）、特、警（偽警察）、憲（兵）、團（三民主義青年團）、軍（國民黨軍官）、貸（放高利貸者）、小（小老婆）、小商小贩、娼、僧、巫（婆）、道（士）、尼、流（氓）。

## 相关
- 出身成分